# Konrad Ostrowski
Konrad Ostrowski (ur. 6 lutego?/19 lutego 1905 w Kijowie, zm. 30 listopada 1947 w Penn Wood pod Amersham) – polski tancerz i choreograf.

## Życiorys
W latach 1926–1927 był tancerzem w warszawskim teatrze wodewilowym, a w latach 1928–1929 występował z Lili Larys w kinoteatrze Momus w Warszawie. Opracowywał choreografię do operetek, m.in. do Manewrów jesiennych i Krysi leśniczanki. Około roku 1930 był baletmistrzem rewii w kinoteatrze Hollywood, m.in. Uśmiechnij się kochanie (numery To nasze morze, Jak na plaży, Sweet Marie, Tyle dni, Kochaj mnie). Występował w Teatrze Starym w Krakowie 25 i 26 kwietnia 1931 w parze z Ireną Topolnicką, gdzie główną atrakcją był Eugeniusz Bodo.
Teatr Popularny w Łodzi gościł warszawski teatr Nowości z królową operetek Lucyną Messal i Józefem Redo w lipcu 1932. W tym programie Basia Relska występowała w duecie z Ostrowskim.
W sezonie 1936 występował w Teatrze Bagatela w Krakowie. Tańczył m.in. wiedeński walc z Basią Relską. Był też choreografem tej rewii. W 1937 występował wraz z zespołem artystów warszawskich w Teatrze Bagatela w rewii Atak na Kraków. 21 października 1942 Nowy Głos Lubelski informował, że doskonały baletmistrz Konrad Ostrowski oraz primbalerina Irena Topolnicka wykonali na tle zespołu baletowego szereg tańców z doskonałą techniką znamionująca długoletnią rutynę. Występy ich cieszyły się wielkim aplauzem, przy czym taniec - parodia, musiał być powtórzony przy salwach śmiechu. Podczas II wojny światowej współpracował w latach 1940–1944 jako tancerz i baletmistrz z jawnymi teatrami Kometa, Niebieski Motyl, Nowości, Maska i Melodia w Warszawie.
Po zakończeniu II wojny światowej Konrad Ostrowski znalazł się we Włoszech, gdzie w 1946 został tancerzem i choreografem kierowanej przez Feliksa Konarskiego Czołówki Teatralnej Polish Parade. Następnie wraz z żołnierzami 2 Korpusu Polskiego Polskich Sił Zbrojnych znalazł się w Wielkiej Brytanii, gdzie trafił do Polskiego Korpusu Przysposobienia i Rozmieszczenia, przeznaczonego do przysposobienia zdemobilizowanych żołnierzy do życia cywilnego. W tym czasie występował również jako tancerz w Balecie Anglo-Polskim. 30 listopada 1947 napisał pożegnalny list i popełnił samobójstwo, wieszając się na gałęzi w lasku w pobliżu obozu polskiego w Penn Wood pod Amersham. 6 grudnia 1947 został pochowany na cmentarzu wojskowym w Aldershot. Niektóre źródła błędnie podają, że został rozstrzelany podczas powstania warszawskiego.